# انتخابات سراسری بریتانیا (۲۰۲۴)
انتخابات سراسری بریتانیا در سال ۲۰۲۴ در روز پنجشنبه ۴ ژوئیه ۲۰۲۴ برگزار شد. این انتخابات ترکیب مجلس عوام و دولت بریتانیا را تعیین می‌کرد و نخستین انتخابات سراسری در بریتانیا پس از برگزیت بود. حزب کارگر با کسب ۴۱۰ کرسی از ۶۵۰ کرسی مجلس عوام، در این انتخابات پیروز و در نهایت کی‌یر استارمر، رهبر این حزب، پس از ریشی سوناک، نخست‌وزیر بریتانیا شد.